# Vuelta a Andalucía 2021
La Vuelta a Andalucía 2021, ufficialmente Ruta del Sol Vuelta Ciclista a Andalucía 2021, sessantasettesima edizione della corsa e valevole come diciottesima prova dell'UCI ProSeries 2021 categoria 2.Pro, si sarebbe dovuta svolgere in cinque tappe dal 17 al 21 febbraio 2021 ma venne posticipata al periodo tra il 18 e il 22 maggio a causa della pandemia di COVID-19, su un percorso di 807,6 km, con partenza da Mijas e arrivo a Pulpí, nella comunità autonoma dell'Andalucía in Spagna. La vittoria fu appannaggio del colombiano Miguel Ángel López, il quale completò il percorso in 21h06'55", precedendo l'olandese Antwan Tolhoek e lo spagnolo Julen Amezqueta.
Sul traguardo di Pulpí 104 ciclisti, su 111 partiti da Mijas, portarono a termine la competizione.

## Tappe
| Tappa  | Data      | Percorso                       | km    | Vincitore di tappa | Leader cl. generale |
| ------ | --------- | ------------------------------ | ----- | ------------------ | ------------------- |
| 1ª     | 18 maggio | Mijas > Zahara                 | 152,1 | Gonzalo Serrano    | Gonzalo Serrano     |
| 2ª     | 19 maggio | Iznájar > Alcalá la Real       | 183   | Ethan Hayter       | Ethan Hayter        |
| 3ª     | 20 maggio | Beas de Segura > Villarrodrigo | 175,1 | Miguel Ángel López | Miguel Ángel López  |
| 4ª     | 21 maggio | Baza > Cúllar Vega             | 182,9 | André Greipel      | Miguel Ángel López  |
| 5ª     | 22 maggio | Vera > Pulpí                   | 114,5 | Ethan Hayter       | Miguel Ángel López  |
| Totale | Totale    | Totale                         | 807,6 |                    |                     |

## Squadre e corridori partecipanti
| N.    | Cod. | Squadra               |
| ----- | ---- | --------------------- |
| 1-7   | AST  | Astana-Premier Tech   |
| 11-17 | BEX  | Team BikeExchange     |
| 21-27 | MOV  | Movistar Team         |
| 31-37 | UAD  | UAE Team Emirates     |
| 41-47 | TJV  | Jumbo-Visma           |
| 51-57 | IGD  | Ineos Grenadiers      |
| 61-67 | DQT  | Deceuninck-Quick Step |
| 71-77 | TFS  | Trek-Segafredo        |

| N.      | Cod. | Squadra                  |
| ------- | ---- | ------------------------ |
| 81-87   | ISN  | Israel Start-Up Nation   |
| 91-97   | EUS  | Euskaltel-Euskadi        |
| 101-107 | AFC  | Alpecin-Fenix            |
| 111-117 | CJR  | Caja Rural-Seguros RGA   |
| 121-127 | SVB  | Sport Vlaanderen-Baloise |
| 131-137 | EKP  | Equipo Kern Pharma       |
| 141-147 | GAZ  | Gazprom-RusVelo          |
| 151-157 | BBH  | Burgos-BH                |

## Dettagli delle tappe

### 1ª tappa
- 18 maggio: Mijas > Zahara – 152,1 km

Risultati
| Pos. | Corridore       | Squadra    | Tempo    |
| ---- | --------------- | ---------- | -------- |
| 1    | Gonzalo Serrano | Movistar   | 3h54'25" |
| 2    | Orluis Aular    | Caja Rural | s.t.     |
| 3    | Daryl Impey     | Israel     | s.t.     |

| Pos. | Corridore       | Squadra    | Tempo    |
| ---- | --------------- | ---------- | -------- |
| 1    | Gonzalo Serrano | Movistar   | 3h54'25" |
| 2    | Orluis Aular    | Caja Rural | s.t.     |
| 3    | Daryl Impey     | Israel     | s.t.     |

### 2ª tappa
- 19 maggio: Iznájar > Alcalá la Real – 183 km

Risultati
| Pos. | Corridore          | Squadra  | Tempo    |
| ---- | ------------------ | -------- | -------- |
| 1    | Ethan Hayter       | Ineos    | 5h04'30" |
| 2    | Miguel Ángel López | Movistar | a 8"     |
| 3    | Sven Erik Bystrøm  | UAE      | a 10"    |

| Pos. | Corridore          | Squadra  | Tempo    |
| ---- | ------------------ | -------- | -------- |
| 1    | Ethan Hayter       | Ineos    | 8h58'55" |
| 2    | Miguel Ángel López | Movistar | a 11"    |
| 3    | Sven Erik Bystrøm  | UAE      | a 13"    |

### 3ª tappa
- 20 maggio: Beas de Segura > Villarrodrigo – 175,1 km

Risultati
| Pos. | Corridore          | Squadra  | Tempo    |
| ---- | ------------------ | -------- | -------- |
| 1    | Miguel Ángel López | Movistar | 5h03'26" |
| 2    | Antwan Tolhoek     | Jumbo    | a 2"     |
| 3    | James Piccoli      | Israel   | a 6"     |

| Pos. | Corridore          | Squadra    | Tempo     |
| ---- | ------------------ | ---------- | --------- |
| 1    | Miguel Ángel López | Movistar   | 14h02'31" |
| 2    | Antwan Tolhoek     | Jumbo      | a 20"     |
| 3    | Julen Amezqueta    | Caja Rural | a 55"     |

### 4ª tappa
- 21 maggio: Baza > Cúllar Vega – 182,9 km

Risultati
| Pos. | Corridore     | Squadra    | Tempo    |
| ---- | ------------- | ---------- | -------- |
| 1    | André Greipel | Israel     | 4h37'12" |
| 2    | Álvaro Hodeg  | Deceuninck | s.t.     |
| 3    | Mads Pedersen | Trek       | s.t.     |

| Pos. | Corridore          | Squadra    | Tempo     |
| ---- | ------------------ | ---------- | --------- |
| 1    | Miguel Ángel López | Movistar   | 18h39'43" |
| 2    | Antwan Tolhoek     | Jumbo      | a 20"     |
| 3    | Julen Amezqueta    | Caja Rural | a 55"     |

### 5ª tappa
- 22 maggio: Vera > Pulpí – 114,5 km

Risultati
| Pos. | Corridore         | Squadra | Tempo    |
| ---- | ----------------- | ------- | -------- |
| 1    | Ethan Hayter      | Ineos   | 2h27'12" |
| 2    | Philipp Walsleben | Alpecin | s.t.     |
| 3    | Toms Skujiņš      | Trek    | s.t.     |

| Pos. | Corridore          | Squadra    | Tempo     |
| ---- | ------------------ | ---------- | --------- |
| 1    | Miguel Ángel López | Movistar   | 21h06'55" |
| 2    | Antwan Tolhoek     | Jumbo      | a 20"     |
| 3    | Julen Amezqueta    | Caja Rural | a 55"     |

## Evoluzione delle classifiche[1]
| Tappa              | Vincitore          | Classifica generale Maglia gialla | Classifica a punti Maglia verde | Classifica scalatori Maglia a pois | Classifica traguardi volanti Maglia blu | Classifica a squadre   |
| ------------------ | ------------------ | --------------------------------- | ------------------------------- | ---------------------------------- | --------------------------------------- | ---------------------- |
| 1ª                 | Gonzalo Serrano    | Gonzalo Serrano                   | Gonzalo Serrano                 | Rui Oliveira                       | Thomas Sprengers                        | Caja Rural-Seguros RGA |
| 2ª                 | Ethan Hayter       | Ethan Hayter                      | Ethan Hayter                    | Rui Oliveira                       | Aaron Van Poucke                        | Caja Rural-Seguros RGA |
| 3ª                 | Miguel Ángel López | Miguel Ángel López                | Miguel Ángel López              | Luis Ángel Maté                    | Thomas Sprengers                        | Caja Rural-Seguros RGA |
| 4ª                 | André Greipel      | Miguel Ángel López                | Miguel Ángel López              | Luis Ángel Maté                    | Thomas Sprengers                        | Caja Rural-Seguros RGA |
| 5ª                 | Ethan Hayter       | Miguel Ángel López                | Ethan Hayter                    | Luis Ángel Maté                    | Thomas Sprengers                        | Movistar Team          |
| Classifiche finali | Classifiche finali | Miguel Ángel López                | Ethan Hayter                    | Luis Ángel Maté                    | Thomas Sprengers                        | Movistar Team          |

Maglie indossate da altri ciclisti in caso di due o più maglie vinte
- Nella 2ª tappa Orluis Aular ha indossato la maglia verde al posto di Gonzalo Serrano.
- Nella 3ª tappa Gonzalo Serrano ha indossato la maglia verde al posto di Ethan Hayter.
- Nella 4ª e 5ª tappa Ethan Hayter ha indossato la maglia verde al posto di Miguel Ángel López.

## Classifiche finali

### Classifica generale - Maglia gialla
| Pos. | Corridore        | Squadra    | Tempo     |
| ---- | ---------------- | ---------- | --------- |
| 1    | Miguel Á. López  | Movistar   | 21h06'55" |
| 2    | Antwan Tolhoek   | Jumbo      | a 20"     |
| 3    | Julen Amezqueta  | Caja Rural | a 1'10"   |
| 4    | Carlos Rodríguez | Ineos      | a 1'43"   |
| 5    | Toms Skujiņš     | Trek       | a 1'47"   |
| 6    | Jonathan Lastra  | Caja Rural | a 2'06"   |
| 7    | Ethan Hayter     | Ineos      | a 2'13"   |
| 8    | James Piccoli    | Israel     | a 2'24"   |
| 9    | Mikel Bizkarra   | Euskaltel  | a 2'44"   |
| 10   | Óscar Rodríguez  | Astana     | a 2'48"   |

### Classifica a punti - Maglia verde
| Pos. | Corridore          | Squadra  | Punti |
| ---- | ------------------ | -------- | ----- |
| 1    | Ethan Hayter       | Ineos    | 76    |
| 2    | Miguel Ángel López | Movistar | 66    |
| 3    | Gonzalo Serrano    | Movistar | 40    |
| 4    | Toms Skujiņš       | Trek     | 39    |
| 5    | Antwan Tolhoek     | Jumbo    | 38    |

### Classifica scalatori - Maglia a pois
| Pos. | Corridore        | Squadra    | Punti |
| ---- | ---------------- | ---------- | ----- |
| 1    | Luis Ángel Maté  | Euskaltel  | 33    |
| 2    | Rui Oliveira     | UAE        | 27    |
| 3    | Thomas Sprengers | Sport Vl.  | 15    |
| 4    | Héctor Carretero | Movistar   | 12    |
| 5    | Álvaro Cuadros   | Caja Rural | 11    |

### Classifica traguardi volanti - Maglia blu
| Pos. | Corridore        | Squadra   | Punti |
| ---- | ---------------- | --------- | ----- |
| 1    | Thomas Sprengers | Sport Vl. | 9     |
| 2    | Julian Mertens   | Sport Vl. | 6     |
| 3    | Aaron Van Poucke | Sport Vl. | 6     |
| 4    | Ander Okamika    | Burgos-BH | 4     |
| 5    | Luis Ángel Maté  | Euskaltel | 4     |

### Classifica a squadre
| Pos. | Squadra                | Tempo     |
| ---- | ---------------------- | --------- |
| 1    | Movistar Team          | 63h26'58" |
| 2    | Caja Rural-Seguros RGA | a 23"     |
| 3    | Trek-Segafredo         | a 6'22"   |
| 4    | Team BikeExchange      | a 7'07"   |
| 5    | Ineos Grenadiers       | a 7'31"   |